# アレクサンドル・ゴリデンヴェイゼル
アレクサンドル・ボリソヴィチ・ゴリデンヴェイゼル（ロシア語: Алекса́ндр Бори́сович Гольденве́йзер、英語風の転写例：Aleksandr Borisovich Goldenveizer、ドイツ語風の転写例：Alexander Borissowitsch Goldenweiser、チェコ語風の転写例：Aleksandr Borisovič Goľdenvejzer、1875年2月26日 - 1961年11月26日）は、ベッサラビア出身のロシアのピアニスト。ユダヤ系。

## 概要
モスクワ音楽院でピアノをアレクサンドル・ジロティとパヴェル・パプストに、作曲をセルゲイ・タネーエフとアントン・アレンスキーならびにミハイル・イッポリトフ＝イヴァーノフに学ぶ。1904年からフィルハーモニー協会附属学園の教授を務め、1906年より母校モスクワ音楽院でも教鞭を執り、1922年から1924年まで、および1939年から1942年までは院長も務めた。門弟にサムイル・フェインベルクやグリゴリー・ギンズブルク、タチアナ・ニコラーエワ、ラザーリ・ベルマン、ニコライ・カプースチンがいる。また、第1回チャイコフスキー国際コンクールのピアノ部門で審査員長を務め、ヴァン・クライバーンのラフマニノフ作品の演奏を「作曲者自身の演奏様式を思い出させた」と言って称賛した。
作品に3つの歌劇と2つの管弦楽組曲、《ダンテ序曲》、革命記念カンタータのほか、弦楽四重奏曲とピアノ三重奏曲（ラフマニノフの思い出に捧げられており、レオニード・コーガン、ムスティスラフ・ロストロポーヴィチと共に録音も残している）、ピアノ・ソナタ、ピアノのためのフーガが1曲ずつある。
ヴラディーミル・ソフロニツキーがスクリャービンの後継者と呼ばれ、軽やかなタッチと自由奔放なリズム感覚、幽玄な音色を特色としているのに対し、ゴリデンヴェイゼルは硬質なタッチとイン・テンポによる安定したリズム感とやや遅めのテンポ設定、旋律を纏綿と歌い上げる傾向においてラフマニノフの演奏様式に近い。スクリャービンの《幻想曲ロ短調》作品28の初演者である。
また、晩年のレフ・トルストイと非常に親しく（最期も看取っている）、回想録も著している。